# De Dion-Bouton Type IN
Der De Dion-Bouton Type IN ist ein Pkw-Modell aus der Zeit zwischen den beiden Weltkriegen. Hersteller war De Dion-Bouton aus Frankreich.

## Beschreibung
Das Modell erhielt am 29. März 1923 seine Zulassung von der nationalen Behörde. Er wurde nur im Modelljahr 1923 in Frankreich und im Vereinigten Königreich angeboten.
Der Vierzylindermotor hat 90 mm Bohrung, 130 mm Hub und 3308 cm³ Hubraum. Der Hersteller nannte ihn 16 CV, obwohl er damals in Frankreich mit 18 Cheval fiscal (Steuer-PS) eingestuft war. Eine Neuheit für De Dion-Bouton war die OHV-Ventilsteuerung. Die Motorleistung ist mit 55 BHP angegeben, was etwa 55 PS sind. Wie so viele Fahrzeuge aus dieser Zeit hat es ein festes Fahrgestell, Frontmotor, Kardanantrieb und Hinterradantrieb. Das Getriebe hat vier Gänge.
Der Radstand beträgt 3465 mm und die Spurweite 1450 mm. Gebremst werden alle vier Räder.
Bekannt sind Aufbauten als Tourenwagen und Limousine.